# Nancy Ramey
Nancy Jane Ramey, född 29 juni 1940 i Seattle, är en amerikansk före detta simmare.
Ramey blev olympisk silvermedaljör på 100 meter fjäril vid sommarspelen 1956 i Melbourne.